# Coração na Cama
Coração na Cama é uma canção da dupla sertaneja brasileira Hugo & Guilherme, sendo o segundo single do quarto álbum ao vivo No Pelo 3, de 2021.

## Composição
A música, de autoria de Clebinho, Alex Alves e Django, retrata uma cena típica de desilusão amorosa, onde o protagonista se encontra em um estado de abandono e tristeza profunda. A letra descreve o cenário de um homem largado em frente a uma bodega, uma espécie de bar simples, adverte contra o julgamento precipitado e revela a causa do sofrimento do homem: o amor que ele perdeu agora pertence a outro. A canção utiliza uma linguagem coloquial e expressões típicas do universo sertanejo para comunicar a dor e a revolta do protagonista. Na música, há uma citação de Onde Está Meu Amor?, canção gravada pela banda brasileira RPM em 2002.

## Lançamento e recepção
A canção foi lançada no EP No Pelo 3, Pt. 1, no dia 13 de novembro de 2020, e, mais tarde, incluída na versão completa do álbum No Pelo 3, em 2021. A música entrou no TOP 5 Brasil do Spotify, acumulando mais de 78 milhões de streams e levando a dupla a bater mais de 5,2 milhões de ouvintes mensais na plataforma. Em 2021, a música ganhou certificação de disco de diamante duplo pela PMB.

## Certificações
| País   | Associação de gravadoras | Certificação |
| ------ | ------------------------ | ------------ |
| Brasil | Pro-Música Brasil        | 2× Diamante  |

## Desempenho comercial

### Tabelas semanais
| Tabela musical                  | Melhor posição |
| ------------------------------- | -------------- |
| Crowley Charts (Top 100 Brasil) | 8              |